# مرساة عائمة

مرساة عائمة

المِرساة العائمة أو مِرساة العاصفة هو جهاز يُجره قارب على خط طويل متصل بالكوثَل. تُستخدم لإبطاء القارب في العاصفة ولمنع البدن من أن يضطجع بسبب الأمواج.